# Commissie van Gevolmachtigden

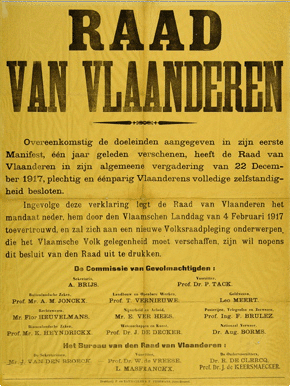
De commissie stond vermeld op de affiches die op 19 januari 1918 het tot dan geheime besluit over 'volledige zelfstandigheid' naar buiten brachten.

De Commissie van Gevolmachtigden was een orgaan van het zelfstandige Vlaanderen dat tijdens de Eerste Wereldoorlog werd uitgeroepen door de activisten in collaboratie met de bezettingsmacht. De commissie werd benoemd door de Raad van Vlaanderen op 5 januari 1918 en bestond uit:
- Pieter Tack (voorzitter)
- Ferdinand Brulez (Post, Telegraaf, Telefoon)
- Achiel Brys (secretaris), bestuurder van vennootschappen
- Josué de Decker (Wetenschappen en Kunsten)
- Florimond Heuvelmans (Rechtswezen), politierechter in Antwerpen
- Alfons Jonckx (Buitenlandse Zaken), advocaat in Gent
- Leo Meert (Geldwezen), ingenieur bij het ministerie van spoorwegen
- Emiel Ver Hees (Nijverheid en Arbeid)
- Telesphorus Vernieuwe (Landbouw en Openbare Werken)

Op vraag van gouverneur-generaal Ludwig von Falkenhausen werden daar op 12 januari nog twee katholieke gevolmachtigden aan toegevoegd:
- August Borms (Nationaal Verweer), na weigering van Jan Quintens
- Karel Heynderickx (Binnenlandse Zaken), gemeentesecretaris Sint-Niklaas

Op 18 januari bekrachtigde Falkenhausen de aangestelde commissie en legde hij haar opdrachten vast. Van reëel beleid kwam weinig in huis, door onenigheid tussen de activisten onderling en onwilligheid bij de Duitsers om hun Flamenpolitik ten koste van andere doelstellingen te laten gaan. De commissie bewoog hemel en aarde om de Vlaamse onafhankelijkheid door de Duitsers te laten erkennen. Maar zelfs een verzoek om postzegels te mogen uitgeven werd geweigerd. Wel vroeg en bekwam de commissie de volledige vervanging van het Belgische gerecht door Duitse militaire rechtbanken. Op 16 augustus 1918 werd de commissie door de Raad van Vlaanderen afgezet.
Toen duidelijk werd dat de Duitsers de oorlog zouden verliezen, brachten de ex-gevolmachtigden zich in veiligheid in Nederland en Duitsland. Borms, die weigerde te vluchten, werd wegens samenspanning tegen het land door het Assisenhof van Brabant tot de doodstraf veroordeeld, het volgende jaar omgezet in levenslang. De overige commissieleden werden in 1920 bij verstek berecht. Ze kregen levenslang maar genoten in 1929, net als Borms, amnestie via de Uitdovingswet.